# Mittmedia
Mittmedia var en av Sveriges största mediekoncerner som ägare till en rad dagstidningar, tryckerier och kommersiella radiostationer i Mittsverigeregionen. Huvudkontoret låg i Gävle.
År 2019 köptes Mittmedia av Bonnier News och norska Amedia. Fram till dess ägdes Mittmedia till 70 procent av Nya Stiftelsen Gefle Dagblad och till 30 procent av Stiftelsen Pressorganisation.

## Historik

### Före Mittmedias bildande
Gefle Dagblads köpte Sundsvalls Tidning och Örnsköldsviks Allehanda 1985. Inledningsvis behölls röstmajoriteten av de köpta tidningarnas tidigare ägarfamiljer.
Gefle Dagblad ägde sedan tidigare tidningen Ljusnan och hade fram till dess nedläggning 1979 också ägt Sandvikens Tidning. Sundsvalls Tidning köpte Örnsköldsviks Allehanda 1975. Gefle Dagblad hade även minoritetsposter i Nerikes Allehanda och Hallandsposten. År 1997 köptes Härnösandstidningen Västernorrlands Allehanda, som 1999 slogs ihop med konkurrenten Nya Norrland för att bilda Tidningen Ångermanland.
Gefle Dagblads moderbolag Gefle Dagblads Förvaltnings AB kallades vardagligt "GD-koncernen", i vilken också ingick några Radio Rix-stationer.

### Från Gävletidning till regional mediekoncern
I samband med köpet av Arbetarbladet 2003 bytte Gefle Dagblads Förvaltnings AB namn till MittMedia och organiserades om med ett antal lokala dotterbolag.
År 2005 var Mittmedia en av köparna av Centertidningar och kom genom denna affär att äga Östersunds-Posten och tidningsbolaget Hälsingetidningar. Den av Mittmedia redan ägda tidningen Ljusnan integrerades i Hälsingetidningar. År 2006 köpte Mittmedia Länstidningen i Östersund av Maths O. Sundqvist.
År 2007 köpstes Dalarnas Tidningar, i vilken bland annat Falu-Kuriren ingick. År 2007 uppgick Nerikes Allehanda i bolaget Liberala Tidningar i Mellansverige (Promedia), i vilket Mittmedia fick en 25-procentig ägarandel.
Verksamheten bedrevs till och med 2012 i huvudsak i de lokala dotterbolagen. Vid årsskiftet 2013 fusionerades bolagen (utom Länstidningen i Östersund, som fortfarande är ett eget aktiebolag) till Mittmedia AB och bolaget blev ett av Sveriges ledande medieföretag med 19 morgontidningar, digitala medier, gratistidningar, radio, direktreklam och tryckeriverksamhet.
Mittmedia blev i april 2015 majoritetsägare med 55 % i Promedia, där bland andra Vestmanlands Läns Tidning och Nerikes Allehanda ingick. 46 procent av aktierna, innehades av Eskilstuna-Kuriren. Senare under 2015 köpte Mittmedia hela Promedia, som därefter inkluderades i koncernen.

### Försäljning
Den 13 maj 2015 meddelades det att Svenska Dagbladets ägare Schibsted Sverige och Mittmedia skrivit en avsiktsförklaring om att bilda en ny svensk mediekoncern. Mediejätten skulle  omfatta sammanlagt 29 tidningar. I den nya koncernen skulle Schibsted äga 30 procent och Mittmedia 70 procent. I december 2015 meddelades att det föreslagna samgåendet inte skulle bli av.
Under 2018 pågick nya förhandlingar om en försäljning av koncernen. Den 8 februari 2019 meddelades det att en överenskommelse nåtts som skulle innebära att Bonnier News och norska Amedia köper Mittmedia.
Bonnier började ganska snart tillsätta nya chefer och se över organisationen. En tydlig förändring var att tidningar som tidigare delat chefredaktör åter fick egna chefredaktörer och att en del koncerngemensamma resurser fördes över till lokaltidningarna. Antalet journalister minskade också. I februari 2020 köpte Bonnier även Hall Media. I april 2020 meddelades det att Mittmedia, Hall Media och HD-Sydsvenskan skulle läggas under ett affärsområde kallat Bonnier News Local. Bolaget Mittmedia bytte samtidigt namn till Bonnier News Local.

## Tidningar och mediekanaler

### Dalarna
- Dalarnas Tidningar (gemensam digital kanal för tidningar i Dalarna)
- Falu Kuriren (prenumererad dagstidning)
- Borlänge Tidning med Södra Dalarnes Tidning (prenumererad dagstidning)
- Nya Ludvika Tidning (prenumererad dagstidning)
- Mora Tidning (prenumererad dagstidning)
- Dala-Demokraten (prenumererad dagstidning)
- Avesta Tidning

Nedlagda:
- Mitt Dalarna (hushållsutdelad veckogratistidning, nedlagd 2017[20])

### Ångermanland
- Tidningen Ångermanland
- Örnsköldsviks Allehanda
- Rix FM (reklamförsäljning)

### Jämtland/Härjedalen
- Östersunds-Posten (prenumererad dagstidning)
- Länstidningen (prenumererad dagstidning)
- Tidningen Härjedalen (prenumererad veckotidning)
- Åreidag (ställutdelad gratistidning)
- ÖP Magasin

Nedlagda:
- 100 procent Krokom (tidigare Lokaltidningen Krokom, hushållsutdelad månadsgratistidning)
- 100 procent Strömsund (tidigare Lokaltidningen Strömsund, hushållsutdelad månadsgratistidning)
- 100 procent Östersund (hushållsutdelad veckogratistidning)

### Medelpad
- Sundsvalls Tidning  (prenumererad dagstidning)
- Sundsvalls Nyheter (hushållsutdelad veckogratistidning)
- Mix Megapol (säljuppdrag)
- NRJ (säljuppdrag)
- Rockklassiker  (säljuppdrag)
- Kanal 5 (säljuppdrag)

Nedlagt:
- Dagbladet (prenumererad dagstidning som lades ned 2015)

### Hälsingland
- Helahälsingland (gemensam digital kanal för tidningarna i Hälsingland)
- Hudiksvalls Tidning (prenumererad dagstidning)
- Ljusnan (prenumererad dagstidning)
- Söderhamns-Kuriren (prenumererad dagstidning)
- Ljusdals-Posten (prenumererad dagstidning)
- SöderhamnsNytt (hushållsutdelad veckogratistidning)
- BollnäsNytt (hushållsutdelad veckogratistidning)
- HudikNytt (hushållsutdelad månadsgratistidning som lades ner i december 2018)
- LjusdalsNytt (hushållsutdelad månadsgratistidning)
- Säljuppdrag i några radiokanaler

### Gästrikland
- Gefle Dagblad (prenumererad dagstidning)
- Arbetarbladet (prenumererad dagstidning)
- Mitt Gävle (hushållsutdelad veckogratistidning)

Nedlagda:
- Nöjesmix i Gävle/Sandviken (hushållsutdelad månadsgratistidning, lades ner 2014[21])
- Affärer (hushållsutdelad månadsgratistidning)[22]

### Västmanland och Stockholms län
- Vestmanlands Läns Tidning
- Bärgslagsbladet/Arboga Tidning
- Sala Allehanda
- Fagersta-Posten
- Länstidningen Södertälje
- Nynäshamns Posten
- Norrtelje Tidning
- Södertäljeposten (veckotidning, från hösten 2016 månadstidning)

### Närke
- Nerikes Allehanda
- Örebroar'n

## Övriga intressen
- Mittmedia ägde en del av TT Nyhetsbyrån. Fram till 2015 var denna ägarandel 5 procent[23], efter konsolidering av ägandet ökade den till 13,2 procent.

## Ledning
Verkställande direktör:
- Jan Cahling, 2004[24]–2011[25]
- Thomas Peterssohn 2011[26]–2016
- Per Bowallius, 2016[27]–2019
- Anders Eriksson, 2019–